# چولپان (شهرستان استرلیتاماکسکی، باشقیرستان)
چولپان (انگلیسی: Chulpan, Sterlitamaksky District, Republic of Bashkortostan) یک شهرک در شهرستان استرلیتاماکسکی استان باشقیرستان کشور روسیه است.